# Erannis uniformata
Erannis uniformata là một loài bướm đêm trong họ Geometridae.